# Farigia
Farigia är ett släkte av fjärilar. Farigia ingår i familjen tandspinnare.

## Dottertaxa tillFarigia, i alfabetisk ordning[1]
- Farigia albicans
- Farigia alicia
- Farigia baladan
- Farigia basiviridis
- Farigia benepicta
- Farigia catharina
- Farigia conspersata
- Farigia curita
- Farigia dognini
- Farigia foliata
- Farigia fragilis
- Farigia gamarra
- Farigia hydriana
- Farigia lantana
- Farigia larissa
- Farigia liboria
- Farigia luicana
- Farigia magniplaga
- Farigia malomen
- Farigia medan
- Farigia mina
- Farigia montana
- Farigia musara
- Farigia nana
- Farigia pallida
- Farigia peruana
- Farigia sagana
- Farigia sennen
- Farigia thelian
- Farigia tulana
- Farigia vecina
- Farigia xenopithia